# طلال السعيد
طلال بن عثمان مزعل السعيد مواليد 3 مايو 1955 نائب سابق في مجلس الامة الكويتي ، وشاعر كويتي عمل سنوات طويلة في الصحف اليومية ومذيعاً بعدة قنوات تلفزيونية.

## نبذه
ولد طلال بن عثمان مزعل السعيد في أحد أحياء دولة الكويت ، وذلك في 3 مايو من عام 1955 ، وتلقى تعليمه بداخل مدارس الكويت، وبدأ رحلته مع الشعر الكويتي منذ سن مبكر، حيث عاصر جيلين من شعراء الشعر النبطي والذين أثروا بشكل واضح في تكوين شخصيته الشعرية، وسجل له التاريخ العديد من المساجلات مع الكثير من شعراء هذا العصر وخاصة في دولة الكويت، كما قام بممارسة مهنة الصحافة والعمل الإعلامي بوجه عام، حيث قدم مجموعة من المقالات في العديد من الصحف الكويتية والعربية واستمرت هذه المقالات لعدة سنوات، ثم اتجه بعد ذلك إلى العمل الإعلامي في التليفزيون الكويتي، ثم بعد ذلك اتجه إلى العمل الإذاعي، واستطاع على مدار تاريخه أن يقدم العديد من البرامج الإذاعية بداخل دولة الكويت وبعض الدول الخليجية الآخرى، ولاقت برامجه استحسان الكثيرين، كما يعد طلال السعيد أحد الأعضاء المؤسسين لديوانية شعراء النبط في دولة الكويت .

## من أعماله الإذاعية
- قدم عدة برامج تلفزيونية.
- عضو مؤسس في ديوانية شعراء النبط ، قدم لها بعض البرامج التلفزيونية.

## مؤلفاته
له العديد من المؤلفات منها:
- خفايا الروح
- دموع تبتسم
- صمت الوداع
- موسوعة الشعر النبطي.
- أعد ديوان الشاعر محمد بن أحمد السديري.

## طلال السعيد عضواً في البرلمان (مجلس الأمة الكويتي)
خاض عدة انتخابات برلمانية مرشحاً عن منطقة الجهراء وقد حالفه الحظ بالفوز مرتين في مجلس 1992 ومجلس 1996، وشغل عضوية ورئاسة عدة لجان في المجلس من أهمها لجنة المرافق العامة ولجنة التعليم والإرشاد.

## قصائده
من أبرز قصائد الشاعر:
- قصيدة (باسم الكويت وشعبها وين ما كان)

## قصائد أخرى
- قصيدة (ودعتـها واخـفيت عـنها دمـوعي)
- قصيدة (ليش تزعل وأنت ما تعرف ظروفي)
- قصيدة (ودعــتهـا والقــلب مـني جزوعي)
- قصيدة (تعاتبني بنظرات خفيــة)
- قصيدة (يالي زعل تزعل ولاني مراضيك)
- قصيدة (قالت علامك صار شعرك سياسي)
- قصيدة (الـبارحه هـاجت عـلي الـتفاكير)
- قصيدة (قال ولدي ليش البلد خربانه والناس ليش وجيها زعلانه)
- قصيدة (ولاهب الهوى من صوب ربعي)
- قصيدة (حسافه تحتـرق لبنـان بيـن القصـف والغـارات)
- قصيدة (كتبت الشعر ليـن انـي تعبـت وتعبـت القيفـان)
- قصيدة (نعـم ياحبـي الأول نـعـم ياحـبـي الثـانـي)

## وصلات خارجية
- بوابة الشعراء : ديوان طلال السعيد